# Liste des matchs de l'équipe de Gibraltar de football par adversaire
Cette liste présente les matchs de l'Équipe de Gibraltar de football par adversaire rencontré depuis son premier match officiel le 19 novembre 2013 contre la Slovaquie.
- Haut – A
- B
- C
- D
- E
- F
- G
- H
- I
- J
- K
- L
- M
- N
- O
- P
- Q
- R
- S
- T
- U
- V
- W
- X
- Y
- Z

## A

### Allemagne
|   | Date             | Lieu               | Match                 | Score | Compétition                                |
| 1 | 14 novembre 2014 | Berlin, Allemagne  | Allemagne - Gibraltar | 4 - 0 | Qualifications pour l'Euro 2016 (Groupe D) |
| 2 | 13 juin 2015     | Almancil, Portugal | Gibraltar - Allemagne | 0 - 7 | Qualifications pour l'Euro 2016 (Groupe D) |

Bilan
- Total de matchs disputés : 2
- Victoires de l'équipe de Gibraltar : 0
- Victoires de l'équipe d'Allemagne : 2
- Matchs nuls : 0

### Andorre
|   | Date             | Lieu                        | Match               | Score | Compétition  |
| 1 | 7 juin 2021      | Andorre-la-Vieille, Andorre | Andorre - Gibraltar | 0 - 0 | Match amical |
| 2 | 19 novembre 2022 | Gibraltar, Gibraltar        | Gibraltar - Andorre | 1 - 0 | Match amical |
| 3 | 4 septembre 2024 | Gibraltar, Gibraltar        | Gibraltar - Andorre | 1 - 0 | Match amical |

Bilan
- Total de matchs disputés : 3
- Victoires de l'équipe de Gibraltar : 2
- Victoires de l'équipe d'Andorre : 0
- Matchs nuls : 1

### Arménie
|   | Date             | Lieu                 | Match               | Score | Compétition                           |
| 1 | 13 octobre 2018  | Erevan, Arménie      | Arménie - Gibraltar | 0 - 1 | Ligue des nations 2018-2019 (Ligue D) |
| 2 | 16 novembre 2018 | Gibraltar, Gibraltar | Gibraltar - Arménie | 2 - 6 | Ligue des nations 2018-2019 (Ligue D) |

Bilan
- Total de matchs disputés : 2
- Victoires de l'équipe de Gibraltar : 1
- Victoires de l'équipe d'Arménie : 1
- Matchs nuls : 0

## B

### Belgique
|   | Date            | Lieu                | Match                | Score | Compétition                                           |
| 1 | 10 octobre 2016 | Almancil, Portugal  | Gibraltar - Belgique | 0 - 6 | Qualifications pour la Coupe du monde 2018 (Groupe H) |
| 2 | 31 août 2017    | Bruxelles, Belgique | Belgique - Gibraltar | 9 - 0 | Qualifications pour la Coupe du monde 2018 (Groupe H) |

Bilan
- Total de matchs disputés : 2
- Victoires de l'équipe de Gibraltar : 0
- Victoires de l'équipe de Belgique : 2
- Matchs nuls : 0

### Bosnie-Herzégovine
|   | Date             | Lieu                         | Match                          | Score | Compétition                                           |
| 1 | 25 mars 2017     | Sarajevo, Bosnie-Herzégovine | Bosnie-Herzégovine - Gibraltar | 5 - 0 | Qualifications pour la Coupe du monde 2018 (Groupe H) |
| 2 | 3 septembre 2017 | Almancil, Portugal           | Gibraltar - Bosnie-Herzégovine | 0 - 4 | Qualifications pour la Coupe du monde 2018 (Groupe H) |

Bilan
- Total de matchs disputés : 2
- Victoires de l'équipe de Gibraltar : 0
- Victoires de l'équipe de Bosnie-Herzégovine : 2
- Matchs nuls : 0

### Bulgarie
|   | Date              | Lieu                 | Match                | Score | Compétition                           |
| 1 | 11 novembre 2020  | Sofia, Bulgarie      | Bulgarie - Gibraltar | 3 - 0 | Macth amical                          |
| 2 | 9 juin 2022       | Gibraltar, Gibraltar | Gibraltar - Bulgarie | 1 - 1 | Ligue des nations 2022-2023 (Ligue C) |
| 3 | 23 septembre 2022 | Sofia, Bulgarie      | Bulgarie - Gibraltar | 5 - 1 | Ligue des nations 2022-2023 (Ligue C) |

Bilan
- Total de matchs disputés : 3
- Victoires de l'équipe de Gibraltar : 0
- Victoires de l'équipe de Bulgarie : 2
- Matchs nuls : 1

## C

### Chypre
|   | Date             | Lieu                 | Match              | Score | Compétition                                           |
| 1 | 13 novembre 2016 | Nicosie, Chypre      | Chypre - Gibraltar | 3 - 1 | Qualifications pour la Coupe du monde 2018 (Groupe H) |
| 2 | 9 juin 2017      | Gibraltar, Gibraltar | Gibraltar - Chypre | 1 - 2 | Qualifications pour la Coupe du monde 2018 (Groupe H) |

Bilan
- Total de matchs disputés : 2
- Victoires de l'équipe de Gibraltar : 0
- Victoires de l'équipe de Chypre : 2
- Matchs nuls : 0

### Croatie
|   | Date            | Lieu               | Match               | Score | Compétition                                           |
| 1 | 7 juin 2015     | Varaždin, Croatie  | Croatie - Gibraltar | 4 - 0 | Match amical                                          |
| 2 | 6 juin 2025     | Almancil, Portugal | Gibraltar - Croatie | 0 - 7 | Qualifications pour la Coupe du monde 2026 (Groupe L) |
| 3 | 12 octobre 2025 | Croatie            | Croatie - Gibraltar | -     | Qualifications pour la Coupe du monde 2026 (Groupe L) |

Bilan
- Total de matchs disputés : 2
- Victoires de l'équipe de Gibraltar : 0
- Victoires de l'équipe de Croatie : 2
- Matchs nuls : 0

## D

### Danemark
|   | Date             | Lieu                  | Match                | Score | Compétition                                |
| 1 | 5 septembre 2019 | Gibraltar, Gibraltar  | Gibraltar - Danemark | 0 - 6 | Qualifications pour l'Euro 2020 (Groupe D) |
| 2 | 15 novembre 2019 | Copenhague, Gibraltar | Danemark - Gibraltar | 6 - 0 | Qualifications pour l'Euro 2020 (Groupe D) |

Bilan
- Total de matchs disputés : 2
- Victoires de l'équipe de Gibraltar : 0
- Victoires de l'équipe du Danemark : 2
- Matchs nuls : 0

## E

### Écosse
|   | Date            | Lieu               | Match              | Score | Compétition                                |
| 1 | 29 mars 2015    | Glasgow, Écosse    | Écosse - Gibraltar | 6 - 1 | Qualifications pour l'Euro 2016 (Groupe D) |
| 2 | 11 octobre 2015 | Almancil, Portugal | Gibraltar - Écosse | 0 - 6 | Qualifications pour l'Euro 2016 (Groupe D) |
| 3 | 3 juin 2024     | Almancil, Portugal | Gibraltar - Écosse | 0 - 2 | Match amical                               |

Bilan
- Total de matchs disputés : 3
- Victoires de l'équipe de Gibraltar : 0
- Victoires de l'équipe d'Écosse : 3
- Matchs nuls : 0

### Estonie
|   | Date           | Lieu                 | Match               | Score | Compétition                                           |
| 1 | 5 mars 2014    | Gibraltar, Gibraltar | Gibraltar - Estonie | 0 - 2 | Match amical                                          |
| 2 | 26 mai 2014    | Tallinn, Estonie     | Estonie - Gibraltar | 1 - 1 | Match amical                                          |
| 3 | 7 octobre 2016 | Tallinn, Estonie     | Estonie - Gibraltar | 4 - 0 | Qualifications pour la Coupe du monde 2018 (Groupe H) |
| 4 | 7 octobre 2017 | Almancil, Portugal   | Gibraltar - Estonie | 0 - 6 | Qualifications pour la Coupe du monde 2018 (Groupe H) |
| 5 | 26 mars 2019   | Gibraltar, Gibraltar | Gibraltar - Estonie | 0 - 1 | Match amical                                          |

Bilan
- Total de matchs disputés : 5
- Victoires de l'équipe de Gibraltar : 0
- Victoires de l'équipe d'Estonie : 4
- Matchs nuls : 1

## F

### France
|   | Date             | Lieu               | Match              | Score  | Compétition                                |
| 1 | 16 juin 2023     | Almancil, Portugal | Gibraltar - France | 0 - 3  | Qualifications pour l'Euro 2024 (Groupe B) |
| 2 | 18 novembre 2023 | Nice, France       | France - Gibraltar | 14 - 0 | Qualifications pour l'Euro 2024 (Groupe B) |

Bilan
- Total de matchs disputés : 2
- Victoires de l'équipe de Gibraltar : 0
- Victoires de l'équipe de France : 2
- Matchs nuls : 0

## G

### Géorgie
|   | Date              | Lieu                 | Match               | Score | Compétition                                |
| 1 | 14 octobre 2014   | Almancil, Portugal   | Gibraltar - Géorgie | 0 - 3 | Qualifications pour l'Euro 2016 (Groupe D) |
| 2 | 8 octobre 2015    | Tbilissi, Géorgie    | Géorgie - Gibraltar | 4 - 0 | Qualifications pour l'Euro 2016 (Groupe D) |
| 3 | 7 juin 2019       | Tbilissi, Géorgie    | Géorgie - Gibraltar | 3 - 0 | Qualifications pour l'Euro 2020 (Groupe D) |
| 4 | 15 octobre 2019   | Gibraltar, Gibraltar | Gibraltar - Géorgie | 2 - 3 | Qualifications pour l'Euro 2020 (Groupe D) |
| 5 | 2 juin 2022       | Tbilissi, Géorgie    | Géorgie - Gibraltar | 4 - 0 | Ligue des nations 2022-2023 (Ligue C)      |
| 6 | 26 septembre 2022 | Gibraltar, Gibraltar | Gibraltar - Géorgie | 1 - 2 | Ligue des nations 2022-2023 (Ligue C)      |

Bilan
- Total de matchs disputés : 6
- Victoires de l'équipe de Gibraltar : 0
- Victoires de l'équipe de Géorgie : 6
- Matchs nuls : 0

### Grèce
|   | Date              | Lieu               | Match             | Score | Compétition                                           |
| 1 | 6 septembre 2016  | Almancil, Portugal | Gibraltar - Grèce | 1 - 4 | Qualifications pour la Coupe du monde 2018 (Groupe H) |
| 2 | 10 octobre 2017   | Athènes, Grèce     | Grèce - Gibraltar | 4 - 0 | Qualifications pour la Coupe du monde 2018 (Groupe H) |
| 3 | 24 mars 2023      | Almancil, Portugal | Gibraltar - Grèce | 0 - 3 | Qualifications pour l'Euro 2024 (Groupe B)            |
| 4 | 10 septembre 2023 | Athènes, Grèce     | Grèce - Gibraltar | 5 - 0 | Qualifications pour l'Euro 2024 (Groupe B)            |

Bilan
- Total de matchs disputés : 4
- Victoires de l'équipe de Gibraltar : 0
- Victoires de l'équipe de Grèce : 4
- Matchs nuls : 0

### Grenade
|   | Date         | Lieu                 | Match               | Score | Compétition  |
| 1 | 23 mars 2022 | Gibraltar, Gibraltar | Gibraltar - Grenade | 0 - 0 | Match amical |

Bilan
- Total de matchs disputés : 1
- Victoires de l'équipe de Gibraltar : 0
- Victoires de l'équipe de Grenade : 0
- Matchs nuls : 1

## I

### Îles Féroé
|   | Date             | Lieu                 | Match                  | Score | Compétition                                           |
| 1 | 1er mars 2014    | Gibraltar, Gibraltar | Gibraltar - Îles Féroé | 1 - 4 | Match amical                                          |
| 2 | 26 mars 2022     | Gibraltar, Gibraltar | Gibraltar - Îles Féroé | 0 - 0 | Match amical                                          |
| 3 | 9 juin 2025      | Tórshavn, Îles Féroé | Îles Féroé - Gibraltar | 2 - 1 | Qualifications pour la Coupe du monde 2026 (Groupe L) |
| 4 | 8 septembre 2025 | Almancil, Portugal   | Gibraltar - Îles Féroé | -     | Qualifications pour la Coupe du monde 2026 (Groupe L) |

Bilan
- Total de matchs disputés : 3
- Victoires de l'équipe de Gibraltar : 0
- Victoires de l'équipe des îles Féroé : 2
- Matchs nuls : 1

### Irlande
|   | Date             | Lieu                 | Match               | Score | Compétition                                |
| 1 | 11 octobre 2014  | Dublin, Irlande      | Irlande - Gibraltar | 7 - 0 | Qualifications pour l'Euro 2016 (Groupe D) |
| 2 | 4 septembre 2015 | Almancil, Portugal   | Gibraltar - Irlande | 0 - 4 | Qualifications pour l'Euro 2016 (Groupe D) |
| 3 | 23 mars 2019     | Gibraltar, Gibraltar | Gibraltar - Irlande | 0 - 1 | Qualifications pour l'Euro 2020 (Groupe D) |
| 4 | 10 juin 2019     | Dublin, Irlande      | Irlande - Gibraltar | 2 - 0 | Qualifications pour l'Euro 2020 (Groupe D) |
| 5 | 19 juin 2023     | Dublin, Irlande      | Irlande - Gibraltar | 3 - 0 | Qualifications pour l'Euro 2024 (Groupe B) |
| 6 | 16 octobre 2023  | Almancil, Portugal   | Gibraltar - Irlande | 0 - 4 | Qualifications pour l'Euro 2024 (Groupe B) |

Bilan
- Total de matchs disputés : 6
- Victoires de l'équipe de Gibraltar : 0
- Victoires de l'équipe d'Irlande : 6
- Matchs nuls : 0

## K

### Kosovo
|   | Date            | Lieu             | Match              | Score | Compétition  |
| 1 | 10 octobre 2019 | Pristina, Kosovo | Kosovo - Gibraltar | 1 - 0 | Match amical |

Bilan
- Total de matchs disputés : 1
- Victoires de l'équipe de Gibraltar : 0
- Victoires de l'équipe du Kosovo : 1
- Matchs nuls : 0

## L

### Lettonie
|   | Date               | Lieu                 | Match                | Score | Compétition                                                   |
| 1 | 29 mars 2016       | Gibraltar, Gibraltar | Gibraltar - Lettonie | 0 - 5 | Match amical                                                  |
| 2 | 25 mars 2018       | Gibraltar, Gibraltar | Gibraltar - Lettonie | 1 - 0 | Match amical                                                  |
| 3 | 1er septembre 2021 | Riga, Lettonie       | Lettonie - Gibraltar | 3 - 1 | Qualifications pour la Coupe du monde 2022 (Groupe G)         |
| 4 | 16 novembre 2021   | Gibraltar, Gibraltar | Gibraltar - Lettonie | 1 - 3 | Qualifications pour la Coupe du monde 2022 (Groupe G)         |
| 5 | 26 mars 2026       | Gibraltar, Gibraltar | Gibraltar - Lettonie | -     | Ligue des nations 2024-2025 (Barrage de promotion-relégation) |
| 6 | 31 mars 2026       | Riga, Lettonie       | Lettonie - Gibraltar | -     | Ligue des nations 2024-2025 (Barrage de promotion-relégation) |

Bilan
- Total de matchs disputés : 4
- Victoires de l'équipe de Gibraltar : 1
- Victoires de l'équipe de Lettonie : 3
- Matchs nuls : 0

### Liechtenstein
|   | Date             | Lieu                 | Match                     | Score | Compétition                           |
| 1 | 23 mars 2016     | Gibraltar, Gibraltar | Gibraltar - Liechtenstein | 0 - 0 | Match amical                          |
| 2 | 9 septembre 2018 | Vaduz, Liechtenstein | Liechtenstein - Gibraltar | 2 - 0 | Ligue des nations 2018-2019 (Ligue D) |
| 3 | 16 octobre 2018  | Gibraltar, Gibraltar | Gibraltar - Liechtenstein | 2 - 1 | Ligue des nations 2018-2019 (Ligue D) |
| 4 | 10 octobre 2020  | Vaduz, Liechtenstein | Liechtenstein - Gibraltar | 0 - 1 | Ligue des nations 2020-2021 (Ligue D) |
| 5 | 17 novembre 2020 | Gibraltar, Gibraltar | Gibraltar - Liechtenstein | 1 - 1 | Ligue des nations 2020-2021 (Ligue D) |
| 6 | 16 novembre 2022 | Gibraltar, Gibraltar | Gibraltar - Liechtenstein | 2 - 0 | Match amical                          |
| 7 | 8 septembre 2024 | Gibraltar, Gibraltar | Gibraltar - Liechtenstein | 2 - 2 | Ligue des nations 2024-2025 (Ligue D) |
| 8 | 13 octobre 2024  | Vaduz, Liechtenstein | Liechtenstein - Gibraltar | 0 - 0 | Ligue des nations 2024-2025 (Ligue D) |

Bilan
- Total de matchs disputés : 8
- Victoires de l'équipe de Gibraltar : 3
- Victoires de l'équipe du Liechtenstein : 1
- Matchs nuls : 4

### Lituanie
|   | Date         | Lieu               | Match                | Score | Compétition                                       |
| 1 | 21 mars 2024 | Almancil, Portugal | Gibraltar - Lituanie | 0 - 1 | Ligue des nations 2022-2023 (Match de relégation) |
| 2 | 26 mars 2024 | Vilnius, Lituanie  | Lituanie - Gibraltar | 1 - 0 | Ligue des nations 2022-2023 (Match de relégation) |

Bilan
- Total de matchs disputés : 2
- Victoires de l'équipe de Gibraltar : 0
- Victoires de l'équipe de Lituanie : 2
- Matchs nuls : 0

## M

### Macédoine du Nord
|   | Date             | Lieu                      | Match                         | Score | Compétition                           |
| 1 | 6 septembre 2018 | Gibraltar, Gibraltar      | Gibraltar - Macédoine du Nord | 0 - 2 | Ligue des nations 2018-2019 (Ligue D) |
| 2 | 19 novembre 2018 | Skopje, Macédoine du Nord | Macédoine du Nord - Gibraltar | 4 - 0 | Ligue des nations 2018-2019 (Ligue D) |
| 3 | 5 juin 2022      | Gibraltar, Gibraltar      | Gibraltar - Macédoine du Nord | 0 - 2 | Ligue des nations 2022-2023 (Ligue C) |
| 4 | 12 juin 2022     | Skopje, Macédoine du Nord | Macédoine du Nord - Gibraltar | 4 - 0 | Ligue des nations 2022-2023 (Ligue C) |

Bilan
- Total de matchs disputés : 4
- Victoires de l'équipe de Gibraltar : 0
- Victoires de l'équipe de Macédoine du Nord : 4
- Matchs nuls : 0

### Malte
|   | Date             | Lieu               | Match             | Score | Compétition  |
| 1 | 1er juin 2014    | Almancil, Portugal | Gibraltar - Malte | 1 - 0 | Match amical |
| 2 | 7 octobre 2020   | Ta' Qali, Malte    | Malte - Gibraltar | 2 - 0 | Match amical |
| 3 | 6 septembre 2023 | Ta' Qali, Malte    | Malte - Gibraltar | 1 - 0 | Match amical |

Bilan
- Total de matchs disputés : 3
- Victoires de l'équipe de Gibraltar : 1
- Victoires de l'équipe de Malte : 2
- Matchs nuls : 0

### Moldavie
|   | Date             | Lieu                 | Match                | Score | Compétition  |
| 1 | 19 novembre 2024 | Gibraltar, Gibraltar | Gibraltar - Moldavie | 1 - 1 | Match amical |

Bilan
- Total de matchs disputés : 1
- Victoires de l'équipe de Gibraltar : 0
- Victoires de l'équipe de Moldavie : 0
- Matchs nuls : 1

### Monténégro
|   | Date             | Lieu                  | Match                  | Score | Compétition                                           |
| 1 | 27 mars 2021     | Podgorica, Monténégro | Monténégro - Gibraltar | 4 - 1 | Qualifications pour la Coupe du monde 2022 (Groupe G) |
| 2 | 8 octobre 2021   | Gibraltar, Gibraltar  | Gibraltar - Monténégro | 0 - 3 | Qualifications pour la Coupe du monde 2022 (Groupe G) |
| 3 | 22 mars 2025     | Nikšić, Monténégro    | Monténégro - Gibraltar | 3 - 1 | Qualifications pour la Coupe du monde 2026 (Groupe L) |
| 4 | 14 novembre 2025 | Almancil, Portugal    | Gibraltar - Monténégro | -     | Qualifications pour la Coupe du monde 2026 (Groupe L) |

Bilan
- Total de matchs disputés : 3
- Victoires de l'équipe de Gibraltar : 0
- Victoires de l'équipe du Monténégro : 3
- Matchs nuls : 0

## N

### Norvège
|   | Date             | Lieu                 | Match               | Score | Compétition                                           |
| 1 | 24 mars 2021     | Gibraltar, Gibraltar | Gibraltar - Norvège | 0 - 3 | Qualifications pour la Coupe du monde 2022 (Groupe G) |
| 2 | 7 septembre 2021 | Oslo, Norvège        | Norvège - Gibraltar | 5 - 1 | Qualifications pour la Coupe du monde 2022 (Groupe G) |

Bilan
- Total de matchs disputés : 2
- Victoires de l'équipe de Gibraltar : 0
- Victoires de l'équipe de Norvège : 2
- Matchs nuls : 0

## P

### Pays-Bas
|   | Date             | Lieu                 | Match                | Score | Compétition                                           |
| 1 | 30 mars 2021     | Gibraltar, Gibraltar | Gibraltar - Pays-Bas | 0 - 7 | Qualifications pour la Coupe du monde 2022 (Groupe G) |
| 2 | 11 octobre 2021  | Rotterdam, Pays-Bas  | Pays-Bas - Gibraltar | 6 - 0 | Qualifications pour la Coupe du monde 2022 (Groupe G) |
| 3 | 27 mars 2023     | Rotterdam, Pays-Bas  | Pays-Bas - Gibraltar | 3 - 0 | Qualifications pour l'Euro 2024 (Groupe B)            |
| 4 | 21 novembre 2023 | Almancil, Portugal   | Gibraltar - Pays-Bas | 0 - 6 | Qualifications pour l'Euro 2024 (Groupe B)            |

Bilan
- Total de matchs disputés : 4
- Victoires de l'équipe de Gibraltar : 0
- Victoires de l'équipe des Pays-Bas : 4
- Matchs nuls : 0

### Pays de Galles
|   | Date            | Lieu                    | Match                      | Score | Compétition  |
| 1 | 11 octobre 2023 | Wrexham, Pays de Galles | Pays de Galles - Gibraltar | 4 - 0 | Match amical |
| 2 | 6 juin 2024     | Almancil, Portugal      | Gibraltar - Pays de Galles | 0 - 0 | Match amical |

Bilan
- Total de matchs disputés : 2
- Victoires de l'équipe de Gibraltar : 0
- Victoires de l'équipe du pays de Galles : 1
- Matchs nuls : 1

### Pologne
|   | Date             | Lieu               | Match               | Score | Compétition                                |
| 1 | 7 septembre 2014 | Almancil, Portugal | Gibraltar - Pologne | 0 - 7 | Qualifications pour l'Euro 2016 (Groupe D) |
| 2 | 7 septembre 2015 | Varsovie, Pologne  | Pologne - Gibraltar | 8 - 1 | Qualifications pour l'Euro 2016 (Groupe D) |

Bilan
- Total de matchs disputés : 2
- Victoires de l'équipe de Gibraltar : 0
- Victoires de l'équipe de Pologne : 2
- Matchs nuls : 0

### Portugal
|   | Date               | Lieu            | Match                | Score | Compétition  |
| 1 | 1er septembre 2016 | Porto, Portugal | Portugal - Gibraltar | 5 - 0 | Match amical |

Bilan
- Total de matchs disputés : 1
- Victoires de l'équipe de Gibraltar : 0
- Victoires de l'équipe de Portugal : 1
- Matchs nuls : 0

## S

### Saint-Marin
|   | Date             | Lieu                    | Match                   | Score | Compétition                           |
| 1 | 5 septembre 2020 | Gibraltar, Gibraltar    | Gibraltar - Saint-Marin | 1 - 0 | Ligue des nations 2020-2021 (Ligue D) |
| 2 | 14 novembre 2020 | Serravalle, Saint-Marin | Saint-Marin - Gibraltar | 0 - 0 | Ligue des nations 2020-2021 (Ligue D) |
| 3 | 10 octobre 2024  | Gibraltar, Gibraltar    | Gibraltar - Saint-Marin | 1 - 0 | Ligue des nations 2024-2025 (Ligue D) |
| 4 | 15 novembre 2024 | Serravalle, Saint-Marin | Saint-Marin - Gibraltar | 1 - 1 | Ligue des nations 2024-2025 (Ligue D) |

Bilan
- Total de matchs disputés : 4
- Victoires de l'équipe de Gibraltar : 2
- Victoires de l'équipe de Saint-Marin : 0
- Matchs nuls : 2

### Slovaquie
|   | Date             | Lieu               | Match                 | Score | Compétition  |
| 1 | 19 novembre 2013 | Almancil, Portugal | Gibraltar - Slovaquie | 0 - 0 | Match amical |

Bilan
- Total de matchs disputés : 1
- Victoires de l'équipe de Gibraltar : 0
- Victoires de l'équipe de Slovaquie : 0
- Matchs nuls : 1

### Slovénie
|   | Date        | Lieu            | Match                | Score | Compétition  |
| 1 | 4 juin 2021 | Koper, Slovénie | Slovénie - Gibraltar | 6 - 0 | Match amical |

Bilan
- Total de matchs disputés : 1
- Victoires de l'équipe de Gibraltar : 0
- Victoires de l'équipe de Slovénie : 1
- Matchs nuls : 0

### Suisse
|   | Date             | Lieu                 | Match              | Score | Compétition                                |
| 1 | 8 septembre 2019 | Sion, Suisse         | Suisse - Gibraltar | 4 - 0 | Qualifications pour l'Euro 2020 (Groupe D) |
| 2 | 18 novembre 2019 | Gibraltar, Gibraltar | Gibraltar - Suisse | 1 - 6 | Qualifications pour l'Euro 2020 (Groupe D) |

Bilan
- Total de matchs disputés : 2
- Victoires de l'équipe de Gibraltar : 0
- Victoires de l'équipe de Suisse : 2
- Matchs nuls : 0

## T

### Tchéquie
|   | Date             | Lieu               | Match                | Score | Compétition                                           |
| 1 | 25 mars 2025     | Almancil, Portugal | Gibraltar - Tchéquie | 0 - 4 | Qualifications pour la Coupe du monde 2026 (Groupe L) |
| 2 | 17 novembre 2025 | Tchéquie           | Tchéquie - Gibraltar | -     | Qualifications pour la Coupe du monde 2026 (Groupe L) |

Bilan
- Total de matchs disputés : 1
- Victoires de l'équipe de Gibraltar : 0
- Victoires de l'équipe de Tchéquie : 1
- Matchs nuls : 0

### Turquie
|   | Date             | Lieu                 | Match               | Score | Compétition                                           |
| 1 | 4 septembre 2021 | Gibraltar, Gibraltar | Gibraltar - Turquie | 0 - 3 | Qualifications pour la Coupe du monde 2022 (Groupe G) |
| 2 | 13 novembre 2021 | Alanya, Turquie      | Turquie - Gibraltar | 6 - 0 | Qualifications pour la Coupe du monde 2022 (Groupe G) |

Bilan
- Total de matchs disputés : 2
- Victoires de l'équipe de Gibraltar : 0
- Victoires de l'équipe de Turquie : 2
- Matchs nuls : 0